# North Branch (Minnesota)
North Branch es una ciudad ubicada en el condado de Chisago en el estado estadounidense de Minnesota. En el Censo de 2010 tenía una población de 10125 habitantes y una densidad poblacional de 108,47 personas por km².

## Geografía
North Branch se encuentra ubicada en las coordenadas 45°30′39″N 92°56′39″O / 45.51083, -92.94417. Según la Oficina del Censo de los Estados Unidos, North Branch tiene una superficie total de 93.35 km², de la cual 92.21 km² corresponden a tierra firme y (1.21%) 1.13 km² es agua.

## Demografía
Según el censo de 2010, había 10125 personas residiendo en North Branch. La densidad de población era de 108,47 hab./km². De los 10125 habitantes, North Branch estaba compuesto por el 96.64% blancos, el 0.51% eran afroamericanos, el 0.41% eran amerindios, el 0.83% eran asiáticos, el 0.01% eran isleños del Pacífico, el 0.26% eran de otras razas y el 1.33% pertenecían a dos o más razas. Del total de la población el 1.87% eran hispanos o latinos de cualquier raza.